# Kněždub
Kněždub – gmina w Czechach, w powiecie Hodonín, w kraju południowomorawskim. Według danych z dnia 1 stycznia 2013 liczyła 1 124 mieszkańców.
We wsi urodził się malarz, Joža Uprka.